# Limnozetes similis
Limnozetes similis är en kvalsterart som beskrevs av Pérez-Íñigo och Baggio 1989. Limnozetes similis ingår i släktet Limnozetes och familjen Limnozetidae. Inga underarter finns listade i Catalogue of Life.